# Amir Hamed
Amir Hamed (Montevideo, 1962.) urugvajski je književnik, novinar, esejist i prevoditelj. Sirijskog je podrijetla. 
Rođen je u Montevideu, gdje je pohađao Fakultet društvenih zannosti, odsjek novinarstva, na Republičkom sveučilištu.
Osim što prevodi s engleskog i portugalskog na španjolski, prevodi i južnoameričku književnost na engleski jezik.

## Djela
Romani
- Artigas Blues Band (1994.)
- Troya Blanda (1996.)
- Semidiós (2001.)

Priče
- ¿Qué nos ponemos esta noche? (1992.)
- Buenas noches, América (2003.)

Eseji
- Retroescritura (1998.)
- Orientales: Uruguay a través de su poesía Siglo XX (1996.)
- Mal y neomal. Rudimentos de geoidiocia (2007.)
- Porno y post porno (2009., u suradnji s: Roberto Echavarren i Ercole Lissardi)

Prijevodi
- The Two Noble Kinsmen - William Shakespeare i John Fletcher